# Začasno označevanje nebesnih teles
Začasno označevanje nebesnih teles v astronomiji je dogovor o poimenovanju nebesnih teles takoj po odkritju. Nebesno telo lahko dobi začasno ime po določitvi njegove tirnice. Dogovor o načinu začasnega poimenovanja je odvisen od vrste nebesnega telesa. Odkritelj lahko v desetih letih predlaga stalno ime za odkrito nebesno telo. To ime mora potrditi še komisija Mednarodne astronomske zveze (International Astronomical Union – IAU), ki preveri, če ime odgovarja dogovorom. Zaradi dolgega postopka obstoja veliko število nebesnih teles, ki imajo samo začasno ime.

## Asteroidi
Sedanji način poimenovanja asteroidov je bil osnovan že leta 1925. Prvi element v začasnem imenu je leto, sledita mu dve črki in včasih še številka. 
- Leto v začasni oznaki pomeni leto odkritja asteroida.
- Prva črka označuje polovico meseca v katerem je bil odkrit asteroid. Primeri: A označuje prvo polovico januarja, D označuje drugo polovico februarja, J označuje prvo polovico maja (I se ne uporablja), in tako dalje. Prva polovica je se vedno prvih 15 dni v mesecu, ne glede na število dni v mesecu.
- Druga črka označuje zaporedje odkritja v ‘polovici’ meseca. Primer: osmi odkriti asteroid v drugi polovici marca leta 1950 bi dobil oznako 1950 FH. Ker pa sodobne metode omogočajo odkritje več kot 25 asteroidov v polovici meseca se za naslednje asteroide uporablja podpisana številka. Podpisana številka pove kolikokrat se je številčenje že zavrtelo. Primer: 28 asteroid odkrit v drugi polovici marca leta 1950 bo imel začasno oznako 1950 FC1 (asteroid v drugi polovici meseca marca => F, tretji asteroid = C, pred tem je bilo že označenih 25 asteroidov => podpisano 1). Zaradi tehničnih razlogov lahko to oznako pišemo tudi kot 1950 FC1.

Na priloženi razpredelnici vidimo, kako se označujejo polovice posameznih mesecev.

## Kometi
Sistem za začasno označevanje kometov je bil pred letom 1995 zelo zapleten. Letu odkritja je sledil presledek, nato pa zaporedna številka odkritja. Po letu 1995 so pričeli komete označevati na podoben način kot asteroide.
Oznaka je sestavljena iz:
- posebne oznake tipa kometa (P, C, D, X, glej spodaj), sledi znak /
- leto odkritja, ki mu sledi presledek
- črka, ki označuje polovico meseca v katerem je bil odkrit (glej označevanje asteroidov)
- zaporedna številka odkritja (brez podpisovanja)

Primeri: Komet z začasno oznako 2006 F8: osmi odkriti komet v drugi polovici marca leta 2006.
Oznake kometov imajo na prvem mestu posebno oznako:
- P  za periodične komete
- C za neperiodične komete
- D za izgubljene in razpadle komete
- X za komete znane iz zgodovinskih virov

Primer: P/1997 C1
Sledi časovna opredelitev odkritja kometa in zaporedna številka odkritega kometa v polovici meseca.

Primer: Komet z začasno oznako 2006 F8 (osmi odkriti komet v drugi polovici marca leta 2006).
Kadar komet razpade na več delov, dobi vsak del svojo oznako tako, da dodamo podpisano veliko ali malo črko (A, B,…a, b….). Pri tem se predpostavlja, da ne bo noben komet razpadel na več kot 52 delov.

Primer: Če bi komet 2006 F8 razpadel na dva dela, bi dela, ki sta nastala, dobila imeni 2006 F8A in 2006 F8B.
Kadar asteroid razvije rep, mu ostane oznaka, ki jo je dobil kot asteroid.
Začasne oznake kometov lahko pišemo tudi v posebni praktični obliki:

Primer: PK06F080 za periodični komet 2006 F8, na koncu je dodana še ničla.

## Naravni sateliti in njihovi obroči
Ko so odkrivali nove naravne satelite in obroče planetov so ti dobivali začasne oznake kot »S/2000 J 11« (kar je pomenilo 11. novi naravni satelit Jupitra , ki je bil odkrit leta 2000). Podobno so bili poimenovani obroči (primer: »R/2004 S 2« za drugi obroč Saturna, ki je bil odkrit leta 2004). Oznaki ‘S’ in ‘R’ pomenita ‘satelit’ oziroma ‘obroč’ (angl. ring). S tem so se oznake ločile od oznak za komete (»A/«, »C/«, »D/«, »P/« in »X/«).
Začasne oznake naravnih satelitov in njihovih obročev so sestavljene na naslednji način:
- Prva črka (S/ ali R/) pomeni naravni satelit oziroma obroč
- Sledi leto odkritja (leto odkritja na posnetkih).
- Naslednja oznaka določa planet. Uporabljajo se oznake:
  - H = Merkur (Hermes)
  - V = Venera
  - E = Zemlja
  - M = Mars
  - J = Jupiter
  - S = Saturn
  - U = Uran
  - N = Neptune
  - P = Pluton
- Sledi zaporedna številka odkritja v letu.

Označevanje z rimskimi številkami se je pričelo kmalu po odkritju prvih naravnih satelitov drugih planetov. Najprej so bile označene  Jupitrove lune z oznakami od  I do IV (po vrsti od Jupitra navzven). Pozneje se je izkazalo, da takšen način vedno ne odgovarja, ker je bil odkrit naravni satelit Jupitra, ki je bil bliže kot luna z oznako I.